# Ezequiel Petrovelli
Ezequiel Alberto Petrovelli (Chaco, Argentina, 7 de noviembre de 1982) es un exfutbolista argentino, jugó como delantero y su último club fue Club Atlético El Linqueño, dejó la actividad en el año 2021.

## Trayectoria

### Pasos por Central Córdoba
Petrovelli es un exfutbolista que debutó en Central Córdoba de Rosario en el año 2002 en un partido contra Tristán Suárez disputado en Ezeiza.
En 2010 formando parte de Central Córdoba llegó a hacer 21 goles en 19 partidos (fue el goleador de la temporada en los torneos de AFA de la temporada 2009/10.
Sus datos más importantes en la institución rosarina son:
- Sus períodos en Central Córdoba comprenden los años 2002/2005; 2006; 2008; 2009/2010.
- Integró el plantel "charrúa" dirigido por Oscar Santángelo que perdió la final del torneo Reducido 2002/2003 ante All Boys.
- Integró el plantel "charrúa" dirigido por Oscar Santángelo que perdió la final del torneo Reducido 2005/2006 ante Deportivo Morón.
- Integró el plantel "charrúa" que descendió a Primera C en 2009.

En total jugó 174 partidos y anotó 59 goles sin ninguna expulsión.

### Experiencia en Ecuador
Petrovelli jugó en solo dos equipos del fútbol extranjero, en el Centro Deportivo Olmedo en el año 2005 y en el Club Deportivo Espoli en el año 2007, ambos de Ecuador. Tanto su primer paso por Olmedo como su segundo equipo Espoli fueron cortos, duraron solo 6 meses cada uno.
En el primero, Petrovelli logró una buena campaña con el Olmedo estando cerca de alcanzar el título. Convirtió 6 goles en sus 32 presencias con la camiseta del "Decano del fútbol ecuatoriano".
En el segundo, Petrovelli debió ir a jugar al Espoli que se encontraba en la Serie B de Ecuador. "Los gallos" lograron el ascenso a la Primera división y él fue parte del plantel. Jugó 18 partidos y convirtió 4 goles.
Como resumen, en el fútbol ecuatoriano posee 10 goles en 50 partidos oficiales disputados.

### Ferro, Atlético Tucumán y Tristán Suárez
Luego de volver del Olmedo, en el año 2006, Petrovelli fue fichado por Ferro Carril Oeste de la segunda categoría del fútbol nacional. Tan solo estuvo 6 meses por la institución de Caballito jugando 10 partidos con el saldo de 1 gol.
Después de su segundo paso por Central Córdoba, Petrovelli emigró a Atlético Tucumán del norte del país. Al igual que en otros equipos solo se mantuvo 6 meses en "el decano". Disputó 4 encuentros con 1 gol.
Luego de volver a Central Córdoba por tercera vez, Petrovelli emigró al Club Social y Deportivo Tristán Suárez. Esta vez permaneció un año en el conjunto de Ezeiza, jugando 22 encuentros y marcando 1 gol en uno de ellos, frente a Flandria.
Luego de ello volvió a Central Córdoba a su cuarto paso por el "charrúa". Sin embargo, luego de seis meses empezó a tener varios conflictos con la dirigencia del equipo rosarino para desvincularse de la institución. Muchos equipos de categorías superiores (entre ellos Unión de la Primera B Nacional y Chicago de la Primera B). De hecho, la salida del club, perjudicó totalmente al "Charrúa" debido a que no logró que haya ingresos económicos por la transferencia.

### Nueva Chicago
En 2010 fue transferido al Club Atlético Nueva Chicago de la tercera categoría por sus buenos rendimientos. Apenas llegó al club, se convirtió en un jugador primordial para la institución. Hizo una gran dupla ofensiva con Rubén Ferrer y luego con Leonardo Carboni.
En "Mataderos", luego de ascender a la Primera B Nacional, Petrovelli renovó hasta el 2013 su contrato. Sin embargo, luego de renovar su vínculo con el club, perdió el puesto y se vio relegado al banco de suplentes. La continuidad que había tenido con Mario Finarolli, no fue la misma con Mario Franceschini y con Ángel Bernuncio. De hecho, con este último no disputó casi ningún encuentro. En la fecha 21, sufrió una rotura en los ligamentos de su pierna izquierda, de los cuales fue operado a comienzos del mes de marzo.
Para la temporada 2013/14, Petrovelli decidió continuar en Chicago para disputar el campeonato de la Primera B. El delantero realizó la pretemporada con el plantel profesional, aunque solo trabajos físicos para recuperarse rápidamente de la lesión. No consiguió tener mucha contunuidad. Su equipo lograría el ascenso a la Primera B Nacional el 17 de mayo de 2014.
Como resumen de su historial en Chicago Disputó 19 partidos en el primer semestre que jugó convirtiendo 6 goles, 29 en la temporada 2011/2012 haciendo 9 goles y en la temporada 12/13 jugó 11 partidos solo con 2 goles. Para la temporada 2013/14, disputó 9 partidos sin convertir goles. Desde que llegó al club convirtió 18 goles en 68 partidos.

### Fenix
A mediados de 2014 su contrato con Chicago finaliza, y el Club Atlético Fénix de la Primera B Metropolitana lo contrata. El jugador priorizó esta oferta ante mejores propuestas económicas con el fin de tener más continuidad. Sin embargo, la decisión del delantero no fue tan acertada ya que su nuevo equipo hizo una muy mala campaña y el delantero disputó 12 partidos marcando 1 gol.

## Clubes
| Club                       | País      | Año         |
| -------------------------- | --------- | ----------- |
| Central Córdoba de Rosario | Argentina | 2002 - 2005 |
| Olmedo                     | Ecuador   | 2005        |
| Ferro                      | Argentina | 2006        |
| Central Córdoba de Rosario | Argentina | 2006        |
| Atlético Tucumán           | Argentina | 2007        |
| Espoli                     | Ecuador   | 2007        |
| Central Córdoba de Rosario | Argentina | 2008        |
| Tristán Suárez             | Argentina | 2008 - 2009 |
| Central Córdoba de Rosario | Argentina | 2009 - 2010 |
| Nueva Chicago              | Argentina | 2010 - 2014 |
| Fenix                      | Argentina | 2014        |
| El Linqueño                | Argentina | 2015        |
| A.D.I.U.R.                 | Argentina | 2016        |
| Luján                      | Argentina | 2017        |
| FC Matienzo                | Argentina | 2018-2019   |
| El Linqueño                | Argentina | 2019-2021   |

## Estadísticas
| Club                                                        | Partidos | Goles | Prom. · |
| ----------------------------------------------------------- | -------- | ----- | ------- |
| Central Córdoba                                             | 174      | 59    | 0,34    |
| Olmedo                                                      | 32       | 7     | 0,19    |
| Ferro                                                       | 10       | 1     | 0,10    |
| Atlético Tucumán                                            | 4        | 1     | 0,25    |
| Espoli                                                      | 18       | 4     | 0,22    |
| Tristán Suárez                                              | 22       | 1     | 0,04    |
| Nueva Chicago                                               | 69       | 18    | 0,26    |
| Fenix                                                       | 12       | 1     | 0,08    |
| Total                                                       | 341      | 90    | 0,26    |
| Última actualización: Fénix vs. Deportivo Español, 20.11.14 |          |       |         |

## Palmarés
| Club          | Campeonato                | País      | Año         |
| ------------- | ------------------------- | --------- | ----------- |
| Espoli        | Serie B                   | Ecuador   | 2007        |
| Nueva Chicago | B Metropolitana (Ascenso) | Argentina | 2011 - 2012 |
| Nueva Chicago | B Metropolitana           | Argentina | 2013 - 2014 |